# Schūrā
Schūrā (arabisch شورى schura, DMG šūrā, auch muschāwara; maschūra) bedeutet Beratung; Ratgebergremium; Urteilsberatung. Sie ist ein wichtiger Grundsatz (qāʿida) des islamischen Rechts. Gemäß  der Rechtslehre ist die Beratung, die Einberufung eines Ratgebergremiums in der Rechtsprechung, ferner in staatlichen Belangen und politischen Entscheidungen Pflicht (wāǧib):

„Dem Herrscher obliegt es, sich mit den Gelehrten darüber zu beraten, was er selbst nicht weiß und was ihm in religiösen (Var. weltlichen) Fragen als unklar erscheint. (Er hat sich) ferner mit den Heeresführern über die Kriegsführung, mit hochstehenden Persönlichkeiten über Fragen des Gemeinwohls, mit  Beamten, Ministern und Gouverneuren über das Wohl und die Führung des Landes (zu beraten).“

Diese in der Rechtslehre allgemein akzeptierte Auffassung ist die Rechtsschulen übergreifende Interpretation von Sure 3, Vers 159; es ist allerdings unklar „auf was für eine historische Situation der Vers anspielt“:

„...und ratschlage mit ihnen über die Angelegenheit! Und wenn du dich (erst einmal zu etwas) entschlossen hast, dann vertrau auf Gott.“

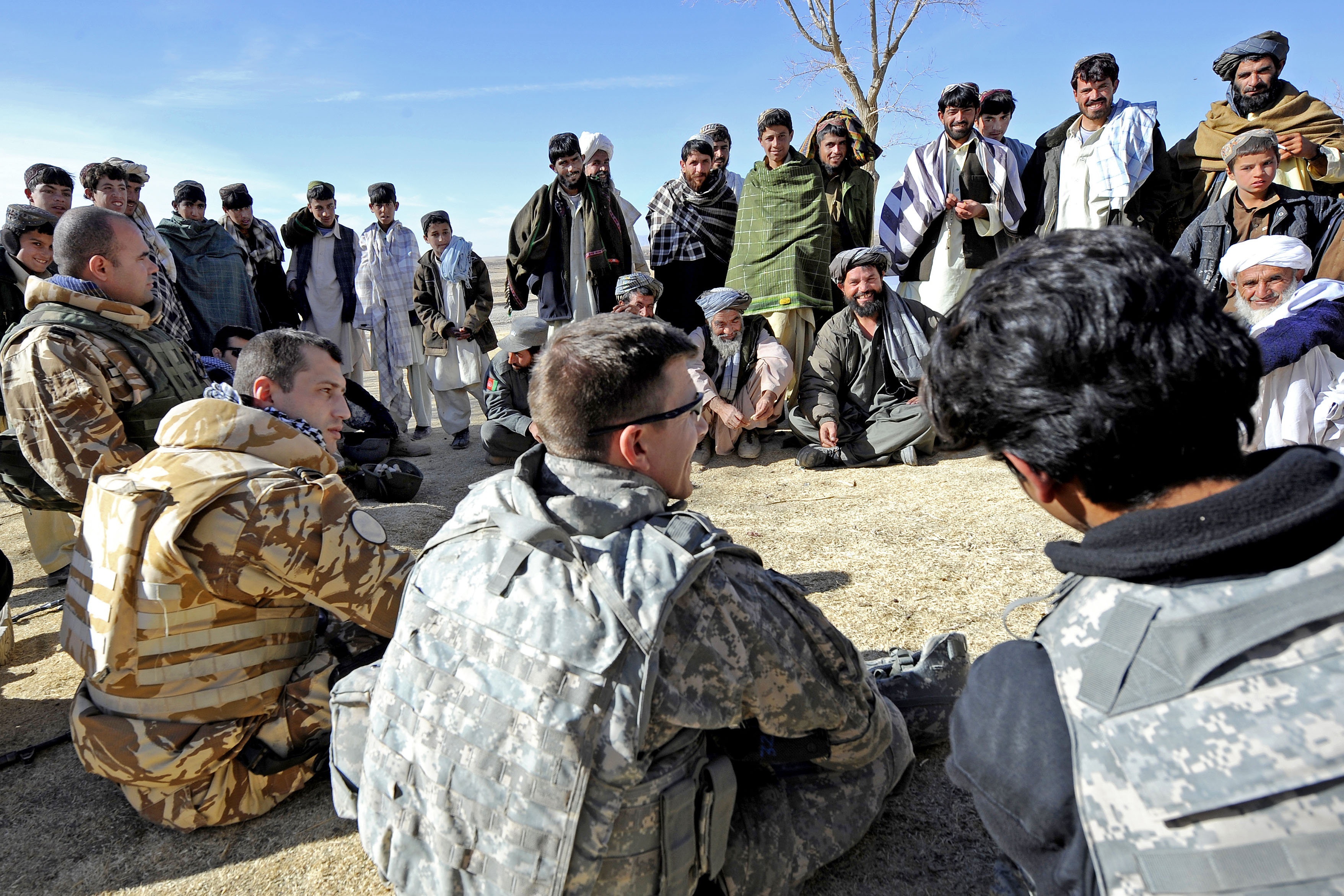
Eine Schūrā im afghanischen Ort Chleqdad Chan mit US-Air-Force-Hauptmann Ryan Weld und rumänischen Soldaten (2010)

Für die Bestätigung des koranischen Ursprungs des schūrā-Gedankens zitiert man auch Sure 42, Vers 38:

„...die auf ihren Herrn hören, das Gebet verrichten, sich untereinander beraten...“

## Frühislamische Geschichte
Die islamischen Historiographen überliefern mehrere Episoden über Beratungen des Propheten Mohammed mit seinen Gefährten über Fragen der Kriegsführung, über die Behandlung von Kriegsgefangenen und über alltägliche Fragen, die durch die verbale Inspiration durch Gott an den Propheten in der Offenbarung nicht geklärt worden sind. Da der Prophet die Beratung mehrfach empfohlen hatte und diese von ihm praktiziert wurde, erhielt die Schūrā ihren Sunna-Charakter.
Berichten der Historiographie zufolge fand die erste umfassende Beratung im Vorfeld der Wahl des dritten Kalifen ʿUṯmān ibn ʿAffān statt, an der auf Anweisung des tödlich verletzten Kalifen ʿUmar sechs prominente Personen aus dem Kreis der Prophetengefährten einen Beratungsausschuss (ahl asch-schūrā) bildeten, um seinen Nachfolger aus ihrem Kreis zu bestimmen.
Die Wahl ʿUṯmāns ist zunächst durch die Eidleistung der am Wahlkollegium beteiligten Personen bestätigt worden; in der Geschichtsschreibung nennt man sie al-baiʿa al-ḫāṣṣa, die „spezielle/grundlegende Huldigung“, der dann die Allgemeinheit als al-baiʿa al-ʿāmma „die öffentliche Huldigung“ sich anschließt. Sowohl Ibn Taimiya († 1328) als auch Ibn Ḫaldūn († 1406) halten in ihren historischen Analysen die Entscheidung und Huldigung der prominenten Prophetengefährten in diesem Wahlkollegium für entscheidend.
Die islamische Geschichtsschreibung vermittelt allerdings kein einheitliches Bild über das Verständnis der Schūrā-Praxis in der frühislamischen Zeit. Kritik an der bestimmenden Rolle der Prominenz von Medina üben vor allem Berichte, die allem Anschein nach auf Kompilationen aus Kreisen der Mawālī zurückgehen. Vor der Kamelschlacht wird z. B. folgende Ansprache an die Medinenser gerichtet, an deren Entstehung der im Klientenverhältnis zu den Umayyaden stehende Traditionarier Yūnus ibn Yazīd al-Aylī († 775) aus Ägypten  eine Rolle gespielt haben dürfte:

„Auswanderer! Ihr seid die ersten gewesen, die dem Gesandten Gottes Folge geleistet haben, wodurch ihr Vorzüge erlangt habt. Dann nahmen (auch) andere den Islam wie ihr an. Nachdem der Gesandte Gottes gestorben war, habt ihr einem aus euren Reihen den Treueid geleistet, aber - bei Gott - uns habt ihr in dieser Sache nicht zu Rate gezogen. Durch seine (d. i. Abu Bakr) Herrschaft gab Gott allen Muslimen seinen Segen. Vor seinem Tode bestimmte er dann seinen Nachfolger aus eurem Kreis, aber darüber habt ihr euch mit uns nicht beraten. Aber wir billigten es und gaben unsere Zustimmung. Als der Befehlshaber der Gläubigen (d. i. ʿUmar ibn al-Chattāb), starb, überließ er die Wahl sechs Personen; dann habt ihr ʿUthmān gewählt und ihm den Treueid geleistet, ohne uns zu Rate  (mašūra) gezogen zu haben. Dann habt ihr diesem Mann einiges vorgeworfen, ihn ermordet, ohne uns darüber zu befragen und anschließend ʿAlī den Treueid geleistet - ohne mit uns darüber zu beratschlagen.“

Das hier vermittelte Bild zeigt, dass die Schūrā-Praxis und Machtausübung eng mit dem gesellschaftlichen Vorrang verbunden und in der Retrospektive der Kritik der Geschichtsschreiber ausgesetzt war.
Wie bedeutend, zugleich aber auch umstritten, die Institution der Schūrā bei der Wahl ʿUṯmāns gewesen sein muss, zeigen Monographien in der frühen Geschichtsüberlieferung, die diesem speziellen Ereignis gewidmet waren: der frühe Historiker asch-Schaʿbī († 721) verfasste eine Abhandlung unter dem Titel Kitāb asch-schūrā wa-maqtalʿUṯmān (Buch über die Schūrā und die Ermordung ʿUṯmāns), in dem er sowohl die Wahl als auch die Ermordung des Kalifen darstellt. Unter dem gleichen Titel erwähnt noch Ibn an-Nadīm († 995 oder 998) eine Monographie von Abū Miḫnaf. Sein Nachfolger Al-Wāqidī († 823) verfasste ein ähnliches Werk mit dem Titel Kitāb asch-schūrā (Das Buch über die Wahl [ʿUṯmāns]). Diese Schriften sind nur in Form von Exzerpten in der späteren historiographischen Literatur – bei at-Tabari, al-Baladhuri, Muhammad ibn Saʿd  u. a. – erhalten. In einem Papyrusfragment aus dem Geschichtswerk des Ibn Isḥāq werden Einzelheiten der Schūrā mit deutlich schiʿitischen Tendenzen ausgeschmückt dargestellt.

## Ratgebergremium in der Rechtsprechung
Der Institution der Schūrā kam in der Rechtsgeschichte vor allem in der Amtsübung des Qāḍīs besondere Bedeutung zu. Geboten war die Beratung in Fällen, über die unterschiedliche, ja kontroverse Gelehrtenmeinungen bekannt waren. Da der Richter „nicht immer ein ausgebildeter Rechtsgelehrter“ war, wurde die Beratung notwendig.
Liegt in der Rechtsprechung ein im Koran, in der Sunna oder durch Idschmāʿ der Rechtsgelehrten bereits begründetes Urteil vor, ist die Beratung konsequenterweise hinfällig.
Die Rechtsinstanz der Richterberatung, die spätestens seit ʿAbd ar-Raḥmān b. al-Ḥakam († 852) in al-Andalus bestand, setzte sich aus ausgebildeten Rechtsgelehrten zusammen, die als Rechtsberater dem Richter zur Seite standen. Die Aufgabe des Juristenkollegiums (ahl asch-schūrā) war es, die richterliche Praxis mit der allgemein anerkannten Rechtstheorie zu verbinden. Da der Qāḍī zur selbständigen Rechtsfindung und Rechtsauslegung  nicht befugt war, musste er sich in seinem Urteilsspruch der Ansicht der beratenden Schūrā-Mitglieder anschließen. Diese Rolle der beratenden Gelehrten ist somit mit der Funktion des Muftis vergleichbar – allerdings mit dem Unterschied, dass die Stellungnahmen lediglich an den Richter in einem speziellen Gerichtsverfahren, nicht aber an die Allgemeinheit gerichtet waren. Bei kontroversen Rechtsansichten der beratenden Juristen hatte sich der Richter der Meinung des gelehrtesten Mitglieds des Gremiums anzuschließen. (Christian Müller (1999), S. 253. Anm. 293)
Solche Gerichtsakten, aus denen die Funktion der Schūrā-Institution hervorgeht, sind gesammelt und in spätere Rechtswerke als thematisch geordnete Dokumentsammlungen übernommen worden. Eines der ältesten Werke dieses Genres, das vollständig erhalten ist, verfasste der Córdobeser Gelehrte und Gerichtssekretär Ibn Sahl († 1093). Eines der vielen Verfahren, an dem Juristen als Berater des Richters auftreten, wird bei ihm wie folgt beschrieben:
„Im Beisein des Hauptrichters Aḥmad ibn Muḥammad bezeugen Muhammad ibn Kulaib, Muḥammad ibn Ziyād und Zakariyāʾ ibn Ḫumais, daß sie ʿAbd Allāh ibn Ḥamdūn (persönlich) kennen, der Wein herstellt, verkauft, Wein trinkt, lagert und bei dem  Gesindel und Pöbel verkehren. Dann fragte er (der Richter) nach und Abū Ṣāliḥ, Ibn Lubāba und ʿUbaid Allāh ibn Yaḥyā“ gaben Antwort:
„wir haben - möge Gott dir Erfolg verleihen - die Bezeugungen gelesen und verstanden. Achtzig Peitschenhiebe sind die Strafe für das Weintrinken. Wegen Herstellung und Verkaufs wird er derart verwarnt, daß er davon Abstand nimmt und es nicht mehr tun wird. Was die Zusammenkünfte des Gesindels und Pöbels (bei ihm) angeht, so wird er noch strenger verwarnt und solange eingesperrt, bis er Reue zeigt und die richterlich beglaubigten Bezeugungen gegen ihn, nach seinem Einspruchsrecht, bekannt werden.“
Schura ist nicht mit säkularer bzw. freiheitlicher Demokratie zu verwechseln und entspricht wohl am ehesten der Praxis, wie sie auch die „guten“ römischen Adoptivkaiser betrieben. Eine Konzession an moderne Verhältnisse ist die formale Einrichtung einer festen beratenden Körperschaft, meist Madschlis asch-Schura genannt. Der Islamwissenschafter John L. Esposito merkt an, dass in den Grundzügen unter dem Begriff Schūra ein demokratisch-elektoraler Charakter zu erkennen sei.